# Neoancistrotus maculipalpi
Neoancistrotus maculipalpi is een hooiwagen uit de familie Gonyleptidae.